# آسینتوس
آسینتوس (به اسپانیایی: Asientos) یک منطقهٔ مسکونی در مکزیک است که در آگوئاسکالینتس واقع شده‌است. آسینتوس ۵۴۷٫۲۲ کیلومتر مربع مساحت و ۴۶٬۴۶۴ نفر جمعیت دارد.